# Bell 505 Jet Ranger X
El Bell 505 Jet Ranger X (JRX) es un helicóptero ligero estadounidense, actualmente en producción por la Bell Helicopter. El Bell 505 fue presentado en el Salón Internacional de la Aeronáutica y el Espacio de París-Le Bourget de 2013, el 17 de junio, como el Bell SLS (Short Light Single). El nombre oficial fue anunciado más tarde en la HAI Heli-Expo 2014 en Anaheim, California, el 11 de noviembre. Realizó su primer vuelo el 11 de noviembre de 2014. El helicóptero fue certificado por Transport Canada en diciembre de 2016.

## Diseño y desarrollo
El Bell 505 es un diseño "de borrón y cuenta nueva", pero usará algunos componentes dinámicos, como el sistema del rotor, del Bell 206L-4. El fuselaje será construido de metal y materiales compuestos, y tiene un suelo plano de 2,04 m² y una bodega de equipajes de 0,51 m³. El Turbomeca Arrius 2R será utilizado como el motor del modelo con un FADEC de doble canal y un tiempo entre revisiones de 3000 horas. La cabina del 505 estará equipada con la aviónica de cristal Garmin G1000H. Está preparado para extras como un gancho de carga.
Está previsto que la producción principal se inicie en 2016 en un hangar de 7646 m² de 26,3 millones de dólares en el Lafayette Regional Airport en Luisiana, pero el utillaje está preparado para el ensamblaje en diferentes partes del mundo. Luisiana ha ofrecido 8 millones de dólares en apoyo a 250 nuevos puestos de trabajo, y comenzó la construcción de la fábrica en agosto de 2014, que será más tarde alquilada a Bell. La fábrica abrió en agosto de 2015.
El ensamblaje inicial, los vuelos de prueba y la certificación comenzarán en Canadá mientras se está construyendo la fábrica en los Estados Unidos. El primer vuelo alcanzó los 60 nudos el 11 de noviembre de 2014, y la segunda aeronave de pruebas voló en febrero de 2015. Bell dijo que tenía 240 Cartas de intención (50 de Europa) para el 505 en octubre de 2014, y en noviembre, el operador turístico chino Reignwood incrementó su intención de 10 a 60 unidades del modelo. En agosto de 2015, Bell tenía 350 Cartas de intención.
La certificación de Transport Canada fue otorgada el 21 de diciembre de 2016.
El primer aparato para un cliente fue entregado el 7 de marzo de 2017 a un operador privado en Arizona, Estados Unidos.

## Componentes
Francia

### Propulsión
| Sistema | País               | Fabricante | Notas         |
| ------- | ------------------ | ---------- | ------------- |
| Motor   | Bandera de Francia | Turbomeca  | 1 × Arrius 2R |

## Especificaciones
Referencia datos: GBell, AVweb and Bell PR

### Características generales
- Tripulación: Uno (piloto).
- Capacidad: Cuatro pasajeros.
- Peso útil: 680,4 kg
- Planta motriz: 1× turboeje Turbomeca Arrius 2R.
  - Potencia: 376 kW 504 shp

### Rendimiento
- Velocidad nunca excedida (Vne): 232 km/h
- Alcance: 643,7 km

## Operadores

### Actuales Operadores
Jamaica
- La Fuerza de Defensa de Jamaica firmó un contrato con Bell Textron en febrero de 2021 para entregar seis helicópteros Bell 505. Los seis fueron entregados en junio de 2021.[20][21]

### Futuros Operadores
Corea del Sur
- Fuerza Aérea de Corea del Sur: Adquirió 40 helicópteros ligeros Bell 505 Jet Ranger X, a la compañía Bell Textron Inc. Se espera que para 2025 se completen las entregas.[22]

### Aeronaves similares
- Bell 206
- Eurocopter EC120
- Robinson R66

### Secuencias de designación
- Secuencia Numérica (interna de Bell): ← 440 - 445 - 449 - 505 - 525 - 533 - D-188 →